# 墨爾波墨涅

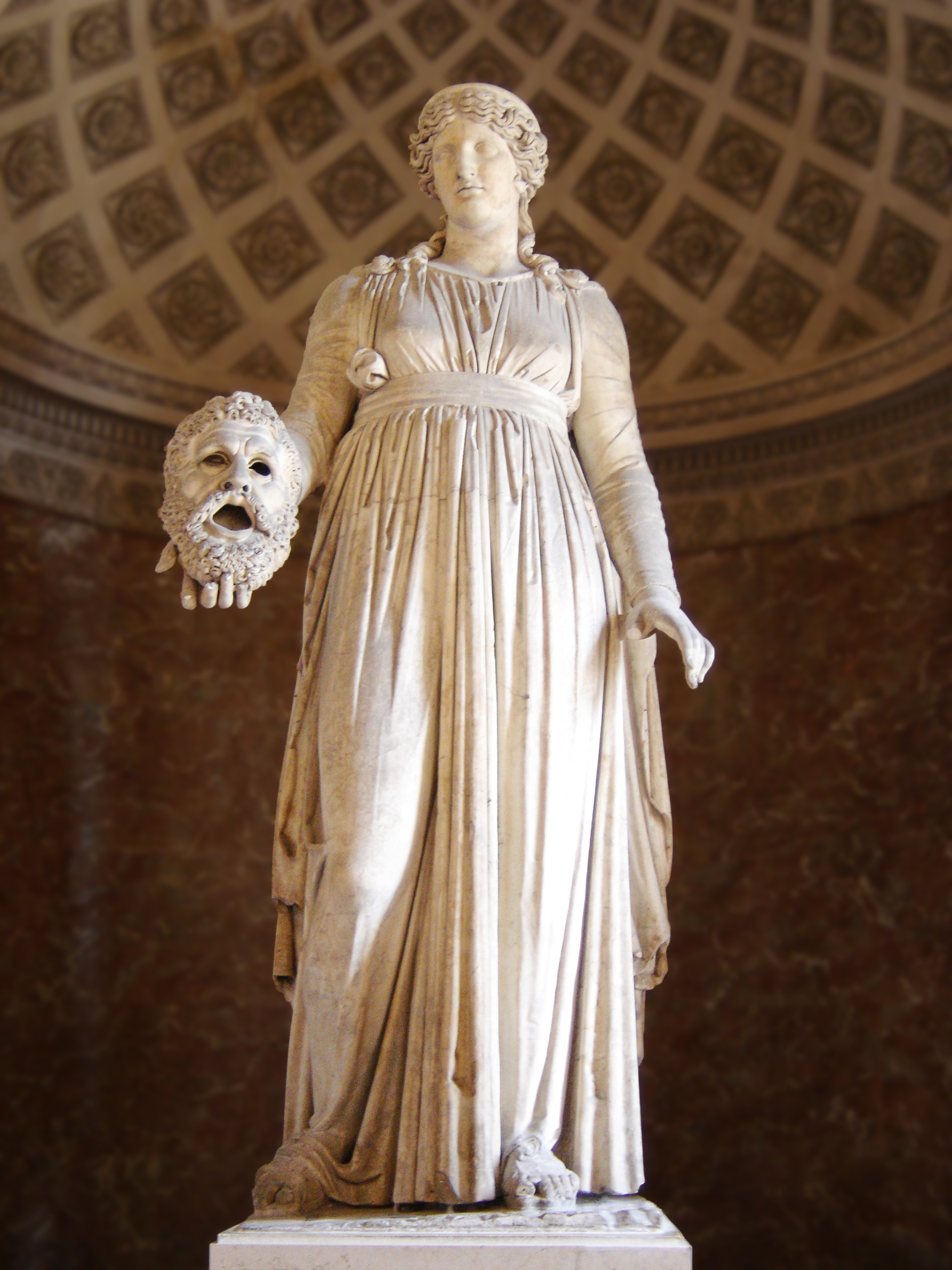
手持悲剧面具的墨尔波墨涅雕像，现藏法国卢浮宫

墨尔波墨涅（古希腊语：Μελπομένη，字面意思为“歌唱者”或“声音甜美的”）希腊神话中司悲剧的缪斯。
同其他缪斯一样，墨尔波墨涅是宙斯和记忆女神谟涅摩叙涅的女儿。她最初可能只是司一般诗歌的缪斯，后来发展为司哀歌的缪斯，最后成为司悲剧的缪斯。
在古希腊艺术作品中，墨尔波墨涅的形象是一名高大妇女，穿着剧装斗篷和高筒靴（这些都是悲剧演员的穿着），一手持短剑或棍棒，另一手持悲剧面具。在她的头上还通常戴着由象征哀悼的柏木枝编成的花冠。
据伪阿波罗多洛斯记载，墨尔波墨涅曾与河神阿刻洛俄斯结合，生出的孩子就是西壬诸女妖。
古典时代的希腊和罗马诗人经常会向墨尔波墨涅祈祷，以求写出美妙的字句。

## 资料来源
- 《世界神话辞典》，辽宁人民出版社，ISBN 7-205-00960-X
- 《神话辞典》，（苏联）M·H·鲍特文尼克等，统一书号：2017·304